# Múte Bourup Egede
Múte Inequnaaluk Bourup Egede (pronunciación groenlandesa: [mut͡sːi inɜquˈnaːluk ˈbou̯ʁɔb ˈeːəðə]; Nuuk, 11 de marzo de 1987) es un político groenlandés que ejerció como primer ministro de Groenlandia entre 2021 y 2025. Se ha desempeñado como miembro del parlamento de Groenlandia, desde entonces, y además como presidente del partido Inuit Ataqatigiit desde 2018.

## Biografía
Egede nació en Nuuk pero creció en Narsaq en el sur de Groenlandia. Asistió a la escuela secundaria en Qaqortoq antes de que en 2007 comenzara a estudiar Historia Cultural y Social en la Universidad de Groenlandia. Entre 2011 y 2012, fue vicepresidente de KISAQ, la Sociedad de Estudiantes Académicos de Groenlandia. No terminó sus estudios, ya que en 2013 se retiró para hacerse cargo de una empresa familiar de forrajes dirigida por su padre.
En 2007, Egede fue miembro del parlamento juvenil de Groenlandia, el Inuusuttut Inatsisartui y desde 2013 hasta 2015 presidente del Inuusuttut Ataqatigiit, el ala juvenil de Inuit Ataqatigiit.
En las elecciones generales danesas de 2015 fue candidato del Folketing para Inuit Ataqatigiit. Recibió 2.131 votos, no suficientes para un escaño en el parlamento.
Entre 2016 y 2018 se desempeñó como Ministro de Materias Primas y Mercado Laboral, donde simultáneamente, durante tres meses en 2017, fue Ministro interino de Comunas, Aldeas, Distritos Exteriores, Infraestructura y Vivienda.
El 1 de diciembre de 2018 fue elegido presidente de Inuit Ataqatigiit sucediendo a Sara Olsvig. Llevó al partido a las elecciones generales de Groenlandia de 2021, donde, con el 36,6% de los votos, se convirtió en el partido más grande en el parlamento. Con 3.380 votos personales, Egede fue el candidato con más votos personales en las elecciones, recibiendo más de 1.500 más que el primer ministro en funciones, Kim Kielsen del partido Siumut. El 16 de abril se anunció que IA había formado una coalición con Naleraq con un Naalakkersuisut de 10 miembros; Atassut, que tiene dos escaños, anunció que si bien no entraría en una coalición independentista, brindaría apoyo a la coalición. Egede es el primer ministro más joven de Groenlandia. Fue confirmado como Primer Ministro por el Inatsisartut el 23 de abril.

## Política e ideología
Egede es presidente de Inuit Ataqatigiit, que se describe como socialista. Al igual que el partido, es un defensor de la independencia de Groenlandia.

## Vida privada
Egede tiene una hija con su pareja, Tina Chemnitz.